# 이동현 (연출가)
이동현은 대한민국의 텔레비전 드라마 연출감독이다.

## 학력 및 경력
- MBC 프로듀서

## 드라마
- 2018년 MBC 월화 미니시리즈 《위대한 유혹자》 ... 공동연출
- 2018년 ~ 2019년 MBC 월화 미니시리즈 MBC 월화 미니시리즈 《나쁜 형사》 ... 공동연출
- 2019년 MBC 토요 특별기획 드라마 《황금정원》 ... 공동연출
- 2020년 MBC 4부작 수목 미니시리즈 《미쓰리는 알고 있다》 ... 연출
- 2022년 MBC 금토 미니시리즈 《닥터 로이어》 ... 공동연출
- 2024년 MBC 금토 미니시리즈 《우리, 집》 ... 연출